# Maja e Çikës
Maja e Çikës – góra w południowej części Albanii. Jej szczyt znajduje się na wysokości 2044 m n.p.m., co sprawia, że jest najwyższym punktem w obwodzie Wlora. Jest to również 5. szczyt w Albanii i 85. w Europie pod względem wybitności.
Znajduje się w paśmie Vargu detar rozciągających się wzdłuż Riwiery Albańskiej. Góra jest objęta ochroną przyrody w postaci Parku Narodowego Llogara. Zbocza porastają różnorodne zbiorowiska roślinne, które tworzą m.in. jodła bułgarska, sosna czarna, sosna bośniacka i sosna rumelijska.

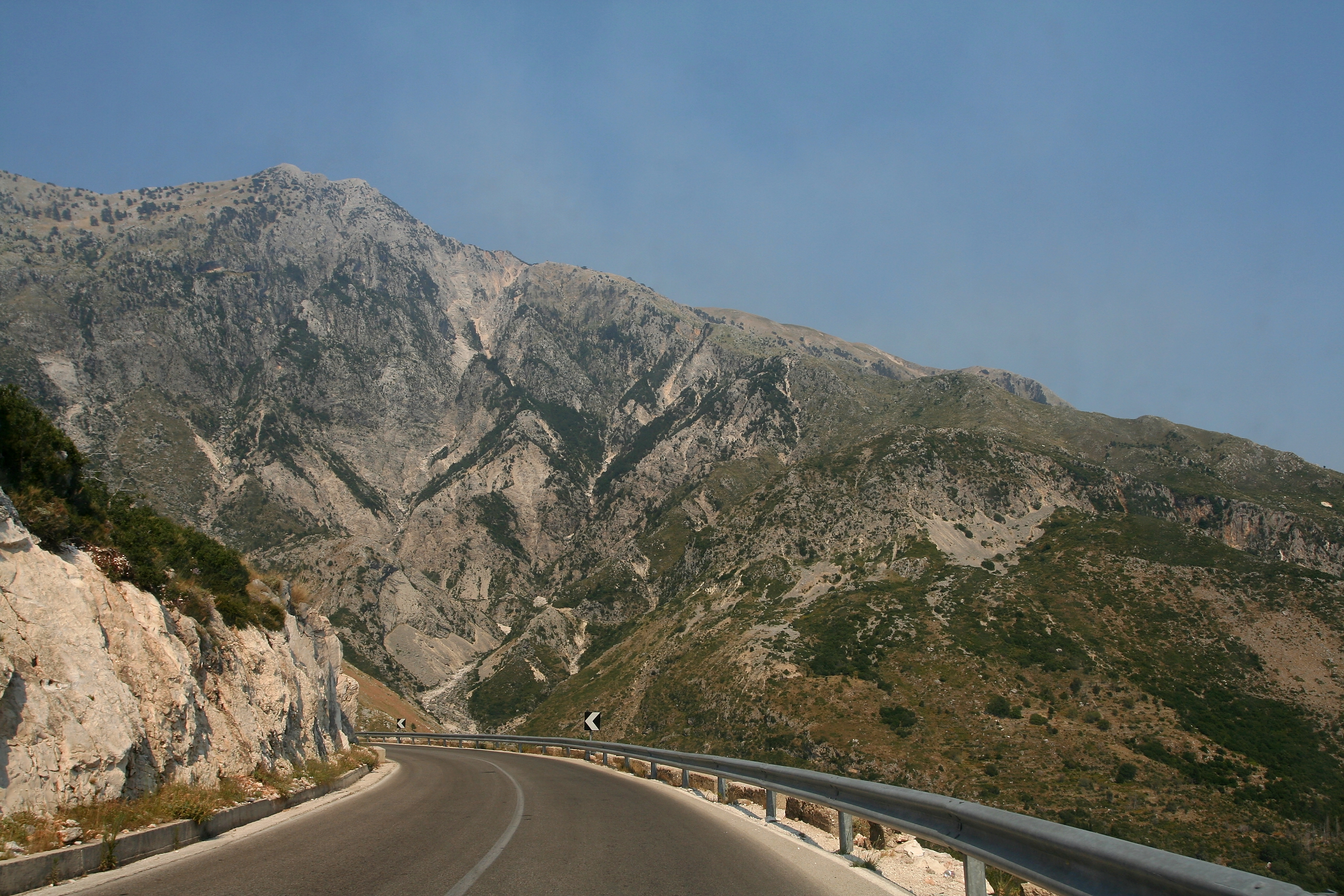
Widok na szczyt z drogi krajowej nr 8.
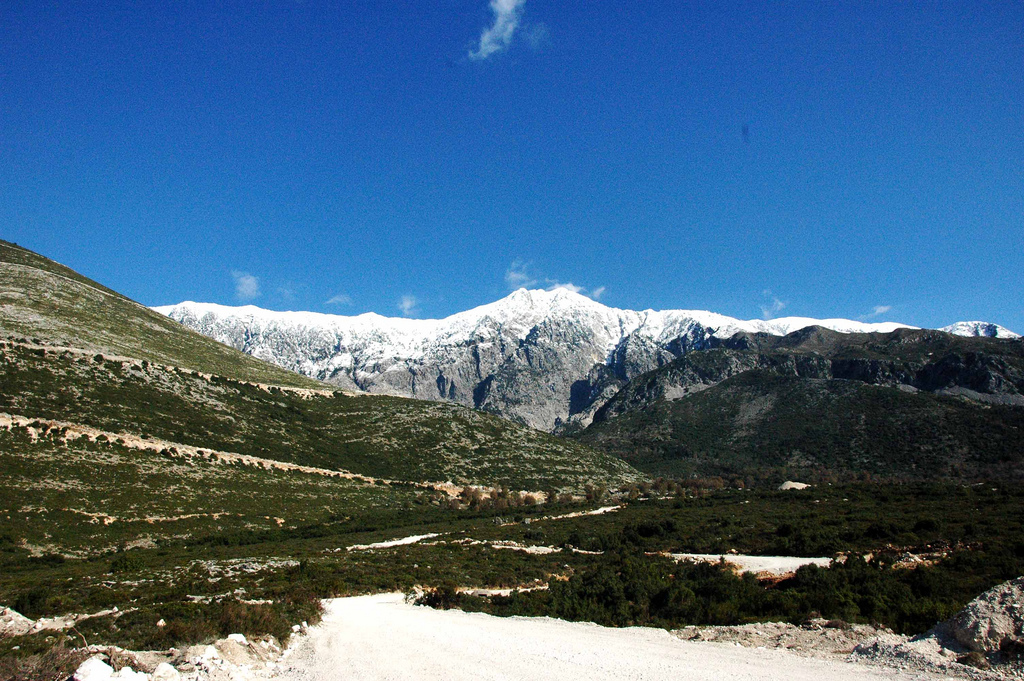
Widok z nadmorskiej miejscowości Dhërmi.
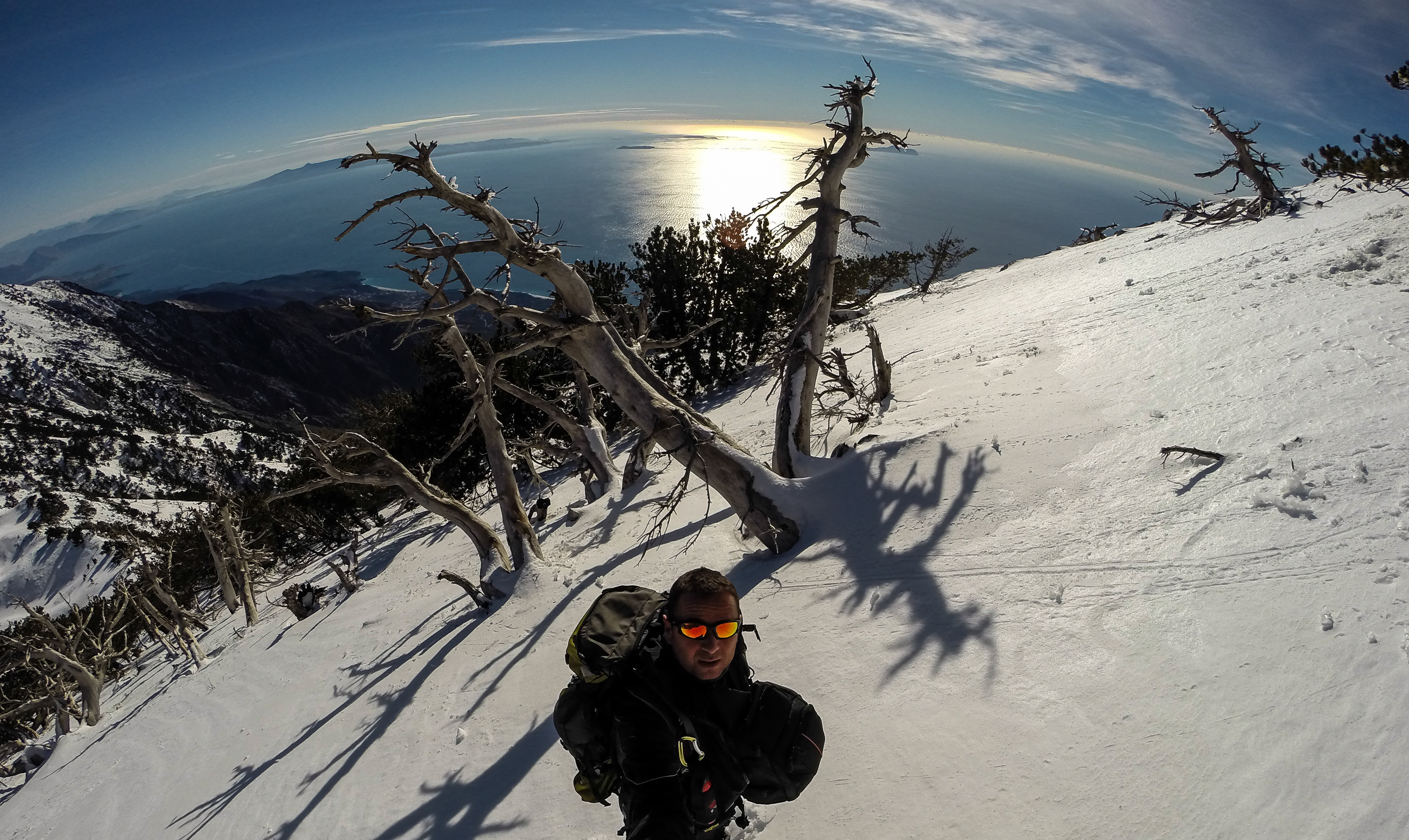
Widok ze szczytu w kierunku morza.